# Comomeer
Het Comomeer (Italiaans: Lago di Como of Lario) is een meer in Lombardije (Noord-Italië). Het is met een oppervlakte van 146 km² het op twee na grootste van de Italiaanse Alpenmeren en is van glaciale oorsprong. Het kan al 1,8 miljoen jaar geleden ontstaan zijn. Het meer ligt op 198 meter hoogte en heeft een maximale diepte van 425 meter. Daarmee is het Comomeer het diepste meer van Italië. In het meer ligt een klein eilandje, het Isola Comacina. De hoogste berg aan het meer is de Monte Legnone (2609 m) die zich ten zuiden van Colico verheft.
De grootste watertoevoer is de rivier de Adda, die het meer in het noorden bij Colico binnenstroomt en in het zuidoosten bij Lecco weer verlaat. De grootste stad aan het meer is tevens de naamgever ervan: Como. Deze zijdestad ligt aan de zuidwestpunt van het meer, dat de vorm van een omgekeerde Y heeft.
In het noordelijkste deel van het meer ligt de vlakte Pian di Spagna die de scheiding vormt met het meer Lago di Mezzola. In de Romeinse tijd, toen het meer Larius heette, maakte dit nog deel uit van het Comomeer. Door de vele overstromingen van de rivier de Adda is in een relatief korte tijd de delta ontstaan die de twee nu van elkaar scheidt. Beide meren zijn nog met elkaar verbonden door de rivier de Mera die in de nabijheid van de Splügenpas ontspringt.
Op de plaats waar het meer zich vertakt kijkt het Castello di Vezio uit op het meer.

## Noemenswaardige plaatsen
- Lecco, hoofdstad van de gelijknamige provincie, industriestad.
- Como, hoofdstad van de gelijknamige provincie.
- Cernobbio, waar het Villa d'Este staat.
- Gravedona, grootste plaats aan de noordwestzijde van het meer.
- Colico, verkeersknooppunt aan de noordoostkant van het meer.
- Bellano, Varenna, Bellagio en Menaggio zijn de toeristencentra langs het centrale deel van het meer. Van deze vier is Bellagio de meest mondaine plaats.

## Galerij

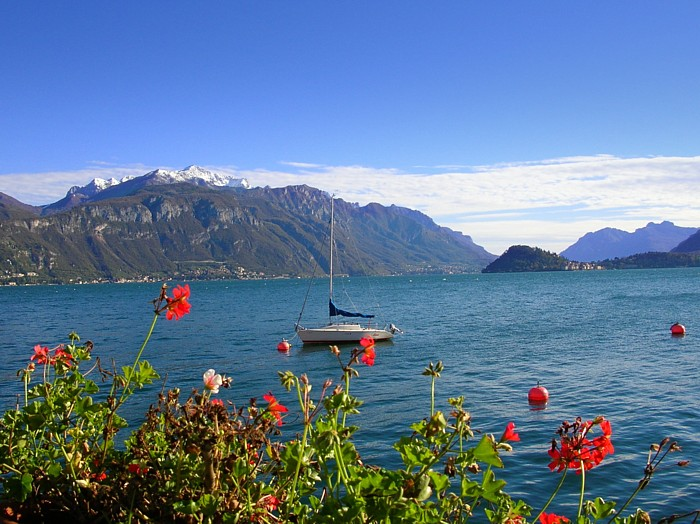
Uitzicht op Bellagio
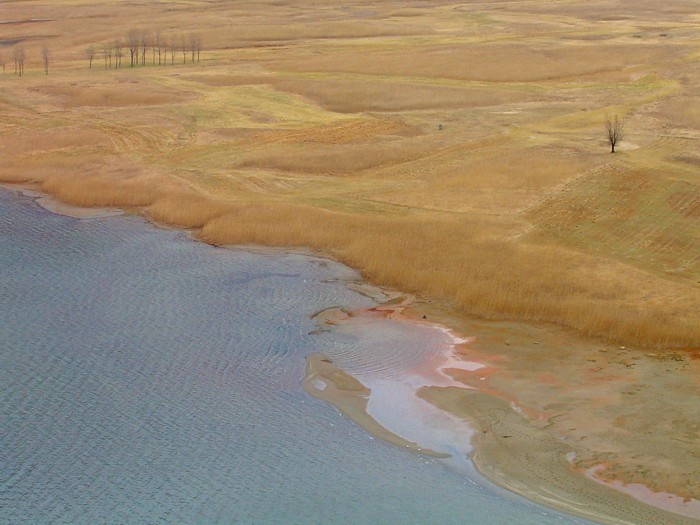
Detail Pian di Spagna

Albano · 
Alserio · 
Annone · 
Barrea · 
Bolsena · 
Bracciano · 
Campotosto · 
Comabbio · 
Como · 
Endine · 
Garda · 
Garlate · 
Idro · 
Iseo · 
Ledro · 
Lugano · 
Maggiore · 
Mergozzo · 
Misurina · 
Monate · 
Orta · 
Pusiano · 
Trasimeno · 
Varese · 
Vico · 
Viverone